# Polymixis polymorpha
Polymixis polymorpha là một loài bướm đêm trong họ Noctuidae.